# Jonatan Johansson (snowboarder)
Jonatan Johansson (Sollentuna, 7 maart 1980 – Lake Placid, 12 maart 2006) was een Zweeds snowboarder.
Johansson was sinds 2000 actief in het wereldbekercircuit op de snowboard. Zijn favoriete discipline was de snowboardcross. In 2006 stond hij 45e in het klassement, maar kwalificeerde hij zich wel voor de Olympische Winterspelen 2006 in Turijn.
In Turijn verraste hij vriend en vijand door de twaalfde plaats op te eisen. Enkele weken na afloop van de Spelen kwam hij om het leven na een val bij een training voor de wereldbekerwedstrijd in Lake Placid. Volgens de aanwezige officials droeg Johansson wel gewoon een valhelm. Hij was op dat moment alleen in de baan, had problemen met de landing en ging vervolgens hard onderuit, waarbij hij een halswervel brak. Hij overleed uiteindelijk enkele dagen na zijn 26e verjaardag in het ziekenhuis aan meerdere inwendige verwondingen.